# Peter Kraus
Peter Kraus, pseudonimo di Peter Siegfried Krausenecker (Monaco di Baviera, 18 marzo 1939), è un cantante, attore e chitarrista austriaco.
Ottimo chitarrista, viene considerato uno dei pionieri del rock nell'area germanica.

## Biografia
Ha debuttato nello spettacolo appena quindicenne come attore, nel 1954, in Das fliegende Klassenzimmer, cui faranno seguito altri trenta film.
Nel 1956 ha inciso il suo primo singolo, una cover in tedesco di Tutti Frutti, interpretata in origine da Little Richard.
Nel 1957 ha raggiunto il successo come cantante con Susi Rock e nel 1958  con Hula Baby, arrivata al primo posto in classifica in Germania; altri suoi singoli entreranno nelle hit parade del suo Paese fino al 1964, tra cui Sweety.
Sempre nel 1964 ha partecipato al Festival di Sanremo, interpretando nella prima serata Venti chilometri al giorno, brano escluso dalla finale.

## Filmografia parziale
- Le precoci (Die Frühreifen), regia di Josef von Báky (1957)
- Lovemaker - L'uomo per fare l'amore, regia di Ugo Liberatore (1969)
- Systemfehler - Wenn Inge tanzt, regia di Wolfgang Groos (2013)